# Ніошо (Міссурі)
Ніошо (англ. Neosho) — місто (англ. city) в США, в окрузі Ньютон штату Міссурі. Населення — 12 590 осіб (2020).

## Географія
Ніошо розташоване за координатами 36°50′49″ пн. ш. 94°23′57″ зх. д. / 36.84694° пн. ш. 94.39917° зх. д. (36.846848, -94.399212).  За даними Бюро перепису населення США в 2010 році місто мало площу 40,80 км², з яких 40,74 км² — суходіл та 0,06 км² — водойми.

### Клімат
| Клімат : Ніошо        | Клімат : Ніошо | Клімат : Ніошо | Клімат : Ніошо | Клімат : Ніошо | Клімат : Ніошо | Клімат : Ніошо | Клімат : Ніошо | Клімат : Ніошо | Клімат : Ніошо | Клімат : Ніошо | Клімат : Ніошо | Клімат : Ніошо | Клімат : Ніошо |
| Показник              | Січ.           | Лют.           | Бер.           | Квіт.          | Трав.          | Черв.          | Лип.           | Серп.          | Вер.           | Жовт.          | Лист.          | Груд.          | Рік            |
| Середній максимум, °C | 6,7            | 9,4            | 15,0           | 21,1           | 25,0           | 29,4           | 32,8           | 31,7           | 27,2           | 22,2           | 14,4           | 8,3            | 20,3           |
| Середній мінімум, °C  | −6,7           | −4,4           | 1,7            | 7,2            | 12,2           | 16,7           | 19,4           | 17,8           | 13,9           | 7,8            | 1,1            | −3,9           | 7,0            |
| Норма опадів, мм      | 43             | 56             | 97             | 107            | 119            | 114            | 76             | 97             | 122            | 104            | 97             | 69             | 1095           |
| --------------------- | -------------- | -------------- | -------------- | -------------- | -------------- | -------------- | -------------- | -------------- | -------------- | -------------- | -------------- | -------------- | -------------- |
| Джерело: Weatherbase  |                |                |                |                |                |                |                |                |                |                |                |                |                |

## Демографія
Згідно з переписом 2010 року, у місті мешкало 11 835 осіб у 4457 домогосподарствах у складі 2962 родин. Густота населення становила 290 осіб/км².  Було 4998 помешкань (123/км²).
Расовий склад населення:
| - 84,2 % — білих - 2,4 % — вихідців з тихоокеанських островів - 1,6 % — корінних американців - 1,0 % — чорних або афроамериканців - 0,9 % — азіатів - 7,2 % — осіб інших рас |

До двох чи більше рас належало 2,7 %. Частка іспаномовних становила 11,3 % від усіх жителів.
За віковим діапазоном населення розподілялося таким чином: 27,1 % — особи молодші 18 років, 58,7 % — особи у віці 18—64 років, 14,2 % — особи у віці 65 років та старші. Медіана віку мешканця становила 32,7 року. На 100 осіб жіночої статі у місті припадало 93,5 чоловіків;  на 100 жінок у віці від 18 років та старших — 87,7 чоловіків також старших 18 років.
Середній дохід на одне домашнє господарство  становив 44 407 доларів США (медіана — 36 266), а середній дохід на одну сім'ю — 50 100 доларів (медіана — 42 020). Медіана доходів становила 33 310 доларів для чоловіків та 30 511 долар для жінок. За межею бідності перебувало 20,2 % осіб, у тому числі 22,2 % дітей у віці до 18 років та 13,5 % осіб у віці 65 років та старших.
Цивільне працевлаштоване населення становило 5125 осіб. Основні галузі зайнятості: освіта, охорона здоров'я та соціальна допомога — 22,6 %, виробництво — 15,2 %, роздрібна торгівля — 12,5 %, науковці, спеціалісти, менеджери — 10,6 %.